# مارچین پاتشاوک
مارْچین پاتْشاوِک (لهستانی: Marcin Patrzałek؛ زادهٔ ۶ اکتبر ۲۰۰۰) موسیقی‌دان، گیتارنواز، تنظیم‌کننده اهل لهستان است.
او به خاطر ترکیب تکنیک‌های انگشتی، کوبیدن رو گیتار و همچنین تنظیم‌های الکترونیکی و ارکسترال شناخته شده‌است. او در چندین نمایش استعدادیابی در لهستان و ایتالیا شرکت کرده و برنده شده‌است. از سال ۲۰۱۸ او به صورت رسمی توسط آیبانز پشتیبانی می‌شود. پاتشاوک در فصل چهاردهم امریکاز گات تلنت شرکت کرده‌است و تا نیمه نهایی پیش رفت و در آن مرحله حذف شد.